# 石川磐彦

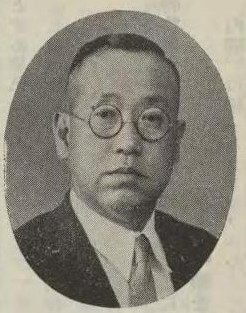
石川磐彦

石川 磐彦（1879年（明治12年）4月 - ?）は、日本の発明家。
山形県鶴岡市出身。慶應義塾で学び、アメリカ合衆国に留学した。1912年（大正元年）に大阪市に石川商会を創立し、製造工業諸材料品の輸出入業を経営した。
昭和10年（1935年）の5月9日から5月29日までジャパン・ツーリスト・ビューロー主催の鮮満視察団に参加し、朝鮮及び満洲を視察し、『鮮満視察旅行』を著した。

## 特許
- 特許第70140号 吊垂機
- 特許第89702号 印刷用亜鉛原版修整桿の製造法
- 特許第106855号 石版用転写紙製造法